# لیمان، استرالیا غربی
لیمان (به انگلیسی: Leeman) یک منطقهٔ مسکونی در استرالیا است که در استرالیای غربی واقع شده‌است.